# Nancras
Nancras és un municipi francès situat al departament del Charente Marítim i a la regió de la Nova Aquitània. L'any 2007 tenia 567 habitants.

## Demografia

### Població
El 2007 la població de fet de Nancras era de 567 persones. Hi havia 240 famílies de les quals 60 eren unipersonals (36 homes vivint sols i 24 dones vivint soles), 80 parelles sense fills, 72 parelles amb fills i 28 famílies monoparentals amb fills.
La població ha evolucionat segons el següent gràfic:
Habitants censats

### Habitatges
El 2007 hi havia 305 habitatges, 238 eren l'habitatge principal de la família, 20 eren segones residències i 47 estaven desocupats. 274 eren cases i 29 eren apartaments. Dels 238 habitatges principals, 168 estaven ocupats pels seus propietaris, 61 estaven llogats i ocupats pels llogaters i 9 estaven cedits a títol gratuït; 4 tenien una cambra, 21 en tenien dues, 42 en tenien tres, 67 en tenien quatre i 104 en tenien cinc o més. 181 habitatges disposaven pel capbaix d'una plaça de pàrquing. A 116 habitatges hi havia un automòbil i a 101 n'hi havia dos o més.

### Piràmide de població
La piràmide de població per edats i sexe el 2009 era:
| Homes | Edats   | Dones |
| ----- | ------- | ----- |
| 0     | 95 o +  | 0     |
| 4     | 90 a 94 | 0     |
| 8     | 85 a 89 | 12    |
| 4     | 80 a 84 | 8     |
| 0     | 75 a 79 | 0     |
| 4     | 70 a 74 | 8     |
| 24    | 65 a 69 | 24    |
| 4     | 60 a 64 | 12    |
| 4     | 55 a 59 | 8     |
| 8     | 50 a 54 | 12    |
| 16    | 45 a 49 | 8     |
| 20    | 40 a 44 | 12    |
| 16    | 35 a 39 | 12    |
| 20    | 30 a 34 | 12    |
| 12    | 25 a 29 | 16    |
| 16    | 20 a 24 | 20    |
| 12    | 15 a 19 | 12    |
| 4     | 10 a 14 | 8     |
| 4     | 5 a 9   | 20    |
| 8     | 0 a 4   | 8     |

## Economia
El 2007 la població en edat de treballar era de 370 persones, 277 eren actives i 93 eren inactives. De les 277 persones actives 245 estaven ocupades (128 homes i 117 dones) i 32 estaven aturades (13 homes i 19 dones). De les 93 persones inactives 43 estaven jubilades, 21 estaven estudiant i 29 estaven classificades com a «altres inactius».

### Ingressos
El 2009 a Nancras hi havia 278 unitats fiscals que integraven 681 persones, la mediana anual d'ingressos fiscals per persona era de 14.814 €.

### Activitats econòmiques
Dels 22 establiments que hi havia el 2007, 2 eren d'empreses alimentàries, 7 d'empreses de construcció, 6 d'empreses de comerç i reparació d'automòbils, 1 d'una empresa d'informació i comunicació, 3 d'empreses de serveis, 1 d'una entitat de l'administració pública i 2 d'empreses classificades com a «altres activitats de serveis».
Dels 7 establiments de servei als particulars que hi havia el 2009, 2 eren tallers de reparació d'automòbils i de material agrícola, 1 paleta, 1 guixaire pintor, 2 fusteries i 1 perruqueria.
Dels 3 establiments comercials que hi havia el 2009, 1 era una botiga de menys de 120 m², 1 una fleca i 1 una carnisseria.
L'any 2000 a Nancras hi havia 6 explotacions agrícoles.

## Equipaments sanitaris i escolars
El 2009 hi havia una escola elemental integrada dins d'un grup escolar amb les comunes properes formant una escola dispersa.

## Poblacions més properes
El següent diagrama mostra les poblacions més properes.